# مایک نیل
مایک نیل (انگلیسی: Mike Neill؛ زادهٔ ۲۷ آوریل ۱۹۷۰) بازیکن بیس‌بال اهل ایالات متحده آمریکا بود.
وی در مسابقات کشوری و بین‌المللی در مجموع برندهٔ ۱ مدال طلا، ۱ مدال نقره شده‌است.